# Saison 1 de Destin : La Saga Winx
Chronologie
Saison 2
Cet article présente le guide des épisodes de la première saison de la série télévisée italo-britannique Destin : La Saga Winx.

## Généralités
- La saison a été mise en ligne intégralement le 22 janvier 2021 sur le service Netflix, incluant les pays francophones[1].

## Distribution

### Acteurs principaux
- Abigail Cowen (VF : Jessica Monceau) : Bloom Peters
- Hannah van der Westhuysen (VF : Noémie Orphelin) : la princesse Stella de Solaria
- Precious Mustapha (VF : Adeline Chetail) : Aisha
- Eliot Salt (VF : Victoria Grosbois) : Terra Harvey
- Elisha Applebaum (VF : Alice Taurand) : Musa
- Danny Griffin (VF : Jim Redler) : Sky d'Eraklyon
- Sadie Soverall (VF : Rebecca Benhamour) : Beatrix
- Freddie Thorp (VF : Clément Moreau) : Riven
- Eva Birthistle (VF : Juliette Degenne) : Vanessa Peters (épisodes 1, 2 et 6)
- Rob James-Collier (VF : Stéphane Pouplard) : Saul Silva
- Lesley Sharp (VF : Frédérique Tirmont) : Rosalind (épisodes 3, 5 et 6)
- Eve Best (VF : Marjorie Frantz) : la directrice Farah Dowling

### Acteurs récurrents
- Theo Graham (en) (VF : Alexis Gillot) : Dane
- Josh Cowdery (en) (VF : Thibaut Lacour) : Mike Peters
- Alex Macqueen (VF : Guillaume Lebon) : Ben Harvey
- Harry Michell (VF : Jérémie Bedrune) : Callum
- Jacob Dudman (VF : Aurélien Raynal) : Sam Harvey
- Kate Fleetwood (VF : Laurence Dourlens) : la reine Luna de Solaria

### Acteurs invités
- Ken Duken (VF : Emmanuel Curtil) : Andreas d'Eraklyon (épisodes 5 et 6)

## Épisodes

### Épisode 1:Vers les bois et les eaux sauvages
- : 22 janvier 2021 sur Netflix

### Épisode 2:Il n'y a pas d'étrangers ici
- : 22 janvier 2021 sur Netflix

### Épisode 3:De pesantes espérances mortelles
- : 22 janvier 2021 sur Netflix

### Épisode 4:Un ange déchu
- : 22 janvier 2021 sur Netflix

### Épisode 5:Faner avec la vérité
- : 22 janvier 2021 sur Netflix

- Ken Duken (VF : Emmanuel Curtil) : Andreas d'Eraklyon

### Épisode 6:Un cœur fanatique
- : 22 janvier 2021 sur Netflix

- Ken Duken (VF : Emmanuel Curtil) : Andreas d'Eraklyon